# 李顯 (正德進士)
李顯（1479年—1544年），字崇絅，號臺南，浙江溫州府樂清縣人，明朝政治人物。

## 生平
李顯是正德二年（1507年）浙江乡试第十六名舉人，次年（1508年）聯捷戊辰科会试第九十二名，三甲八十名進士，獲授閩縣知縣，以鎮靜治理有政聲，八年（1513年）擢任試雲南道監察御史，巡按北直隸時曾上奏復豪強侵佔土地；到貴州巡察時彈劾官員調度平定苗族人作亂失宜，又宣布朝廷威德，攻佔對方巢穴平亂，同時多次疏請明武宗回京、請求罷去潼關鎮守宦官，因父親去世回鄉。
嘉靖元年（1522年）李顯服闋，復除山東道監察御史，因為抗疏解救被宦官誣陷的大臣，二年被外任為淮安知府，未行，繼遭太夫人喪。四年改官贛州，調任蘇州，八年陞湖廣湖北道副使，兵备辰沅，十二年升山東布政使司右參政，十三年（1534年）七月陞為河南按察使，十五年（1536年）六月再陞官雲南右布政使，十七年二月升貴州左布政使。
嘉靖十八年（1538年）十月李顯以政最，遷任南贛巡撫，到二十一年（1542年）再陞為南京大理寺卿，惟次年（1543年）明世宗以他授官一年也尚未抵任，等同恣意偷安、玩視明旨而罷黜為民，很快在次年去世，得年六十六。

## 家族
曾祖李怀信。祖父李詠。父李倜，號筠軒。母周氏。具庆下，兄颖、頊。
兒子李宗吾，為鴻臚序班。

## 引用
1. 1 2  光緒《樂清縣志·卷八·人物上》：李顯，字崇絅，號臺南，正德戊辰進士，器度凝重，人望見知為長者。知閩縣治以鎮靜，政聲籍甚，擢御史巡北畿，奏復豪右侵地；出按貴州，時都勻苗賊猖獗，前官調度失宜，顯至劾去之，宣布威德，搗其巢穴，亂遂平。屢疏請武宗回鑾，又請罷潼關鎮守內臣；世宗初中官多誣陷大臣，顯抗疏解救，羣奸切齒，出為淮安守，調贛州、蘇州，以政最累遷巡撫南贛都御史，厯大理卿致仕卒。 有費宮保寀表，趙侍郎永銘 子宗吾，鴻臚序班。
2. ↑  光緒《樂清縣志·卷十·選舉》：進士……明……正德三年戊辰呂柟榜 李顯 鍔從子，有傳……舉人……正德二年丁卯張直榜 李顯 戊辰進士
3. ↑  《明武宗毅皇帝實錄·卷一百一》：（正德八年六月）丙辰以行人張翰、竇信、朱鑑，太常愽士潘湘，知縣張經、趙春、胡文靜、王汝舟、牛天麟、陳伯諒、熊相、王光、李顯、孫孟和、蘓恩、蕭瑞，進士李節義，國子學正鍾曉為試監察御史，翰、經、春浙江道，文、靜，汝舟江西道，天麟湖廣道，伯諒、相河南道，光信廣東道，顯、孟和雲南道，恩貴州道，鑑陜西道，節義山西道，瑞南京福建道，湘南京山東道，曉南京貴州道。
4. ↑  《明世宗肅皇帝實錄·卷十四》：（嘉靖元年五月丁未）雲南道御史李顯服闋，復除山東道。
5. ↑  四庫全書《湖廣通志·卷二十八·職官志》：明……副使……李顯 樂清進士……分守湖北道 駐辰州府……李顯 樂清進士
6. ↑  《明世宗肅皇帝實錄·卷一百六十五》：（嘉靖十三年七月）壬午陞山東布政使司右參政李顯為河南按察使，直隸淮安府知府王鳳靈為陜西按察司副使提調學校。
7. ↑  《明世宗肅皇帝實錄·卷一百八十八》：（嘉靖十五年六月戊子）陞河南按察使李顯為雲南右布政使。
8. ↑  《明世宗肅皇帝實錄·卷二百九》：（嘉靖十七年二月丙午）陞雲南右布政使李顯為貴州左布政使，四川按察司副使朱紈為貴州布政使司左參政，廣西布政使司右參議陳大珊為廣東按察司副使，遼東行太僕寺少卿李翔為貴州按察司副使，山東按察司僉事王慎中為江西布政使。
9. ↑  《明世宗肅皇帝實錄·卷二百三十》：（嘉靖十八年十月丙寅）陞廵撫貴州右副都御史張鉞為南京工部右侍郎，貴州左布政使李顯為右副都御史廵撫南贛汀漳，浙江按察使李中為右僉都御史廵撫山東。
10. ↑  《明世宗肅皇帝實錄·卷二百六十》：（嘉靖二十一年四月庚申）陞廵撫南贛右副都御史李顯為南京大理寺卿，四川布政使司右參議潘恩為山東按察副使。
11. ↑  《明世宗肅皇帝實錄·卷二百七十八》：（嘉靖二十二年九月辛亥）吏部言南京大理寺卿李顯陞補年餘尚未抵任，所當議處，上以顯恣意偷安、玩視明旨，黜為民，仍諭吏部大理寺職司評駁刑名，自非曾任法司官不許混推，違者該科紏舉。
12. ↑  龚延明主编 (编). . 宁波: 宁波出版社. 2016. ISBN 978-7-5526-2320-8. 《天一閣藏明代科舉錄選刊.登科錄》之《正德三年戊辰科進士登科録》

13.《国朝献征录》·焦太史编辑国朝献征录卷之六十九
南京大理寺卿李公显墓志铭（费寀）